# هوراس داير
كان هوراس ليفي داير (24 فبراير 1873م - 3 يوليو 1928م) لاعب كرة قدم أمريكي محترف ومحاميًا قانونياً. لعب في مركز الظهير الخلفي لفريق ميشيغان ولفرينز لكرة القدم عام 1894 وكان محاميًا مكلفًا بمقاضاة قضايا الاحتيال الكبرى منذ بداية القرن العشرين إلى عشرينات القرن الماضي.

## السنوات المبكرة
ولِد داير في لويزيانا بولاية ميسوري عام 1873م، وهو ابن القاضي الإتحادي والعضو في الكونغرس ديفيد باترسون داير. تلقى تعليمه التحضيري في مدرسة Stoddard، وأكاديمية كلارك، وأكاديمية سميث، الواقعين في سانت لويس بولاية ميسوري . 

## جامعة ميشيغان
التحق داير بجامعة ميشيغان عام 1890م ولعب دور الوسط الخلفي لفريق كرة القدم في ميشيغان ولفرينز عام 1894م. قاد الفريق إلى تحقيق 9 انتصارات، 1 تعادل و1 خسارة، وهو أفضل سجل في تاريخ فريق ميشيغان لكرة القدم حتى ذلك التاريخ. عندما كان لاعب كرة قدم محترف كان طوله 7'5 (170 سم) ووزنه 167 رطلاً (76 كيلو غرام).

## العمل القانوني
بعد حصوله على درجة البكالوريوس في المحاماة من جامعة ميشيغان في عام 1895م، عاد داير إلى سانت لويس، حيث مارس المحاماة. كان مساعدًا لمحامي المدينة من عام 1899م إلى عام 1902م ومساعدًا لمحامي أمريكيا ابتداءً من عام 1902م. حاز داير على سمعة طيبةٍ في مقاضاة قضايا الاحتيال الكبرى، وأرسلته وزارة العدل الأمريكية كثيراً مدع خاص في شبه هذه القضايا. أهم القضايا التي تولّاها داير:
- في عام 1905، كُلف داير بمقاضاة عضو مجلس الشيوخ الأمريكي من ولاية كانساس جوزيف آر بيرتون. حيث اتُهم بيرتون بقبول تعويض ورشاوى من شركة Rialto Grain & Securities (هادفًا إلى "الثراء السريع")، ليمثل بيرتون شركة راتو أمام قسم البريد لتجنب إصدار أمر احتيال ضد الشركة. وانتهت القضية بحصول داير على إدانة بيرتون في المحاكمة الثانية لهذه القضية (تم نقض الإدانة الأولى من قبل المحكمة العليا الأمريكية). يتقاصيل اكثر اقرأ في قضية Burton v. الولايات المتحدة [4]
- في عام 1923، عينن مساعدًا للمدعي العام للولايات المتحدة متحملا مسؤولية محاكمة قادة عصابة إيغان، المعروفة أيضًا باسم فئران إيغان. قاد المحاكمات التي انتهت بإدانة وسجن ويليام كولبيك، تشيبي روبنسون، ريد سميث، أوليفر دوجيرتي، ستيفن ريان، فيذريدج شنايدر، روي تيبتون، ريد لانهام، وليو كرونين.[5]
- في عام 1926، عيين داير مدعي خاص لتحقيق ثم محاكمة لكلارنس سوندرز، مؤسس سلسلة متاجر السوبر ماركت Piggly Wiggly، فيما يتعلق بالمبيعات الاحتيالية لأسهم الشركة. [6]
- في عام 1927، أرسلت وزارة العدل الأمريكية داير إلى تامبا، فلوريدا، لمقاضاة الشركات والأفراد المتورطين في معاملات عقارية احتيالية خلال طفرة الأراضي في فلوريدا في عشرينيات القرن الماضي.[7][8]

توفي داير عن عمر يناهز 56 في يوليو 1928 أثناء محاكمة كلارنس سوندرز في قضية Piggly Wiggly. كان سبب الوفاة مرض قلبي. بعد وفاة داير، توقفت القضية بأمر من واشنطن العاصمة.

## العائلة
تزوج بيرتون من بيتي إدغار عام 1899م، التي توفت عام 1901م. ثم تزوج بيتي ويلكوكس عام 1905م، وأنجبا ولدين، ديفيد (مواليد 1908م) وجون (مواليد 1913م). وفي بطاقة السحب إلى الجيش في وقت الحرب العالمية الأولى، ذكر داير أنه يعمل محامي في مكتب في مبنى البنك المركزي الوطني في سانت لويس. في وقت احصاء سكان الولايات المتحدة لعام 1920م، كان يعيش في سانت لويس مع زوجته وولديه، وكان يعمل محام.